# Fondo Multidonante de las Naciones Unidas para el Sostenimiento de la Paz en Colombia

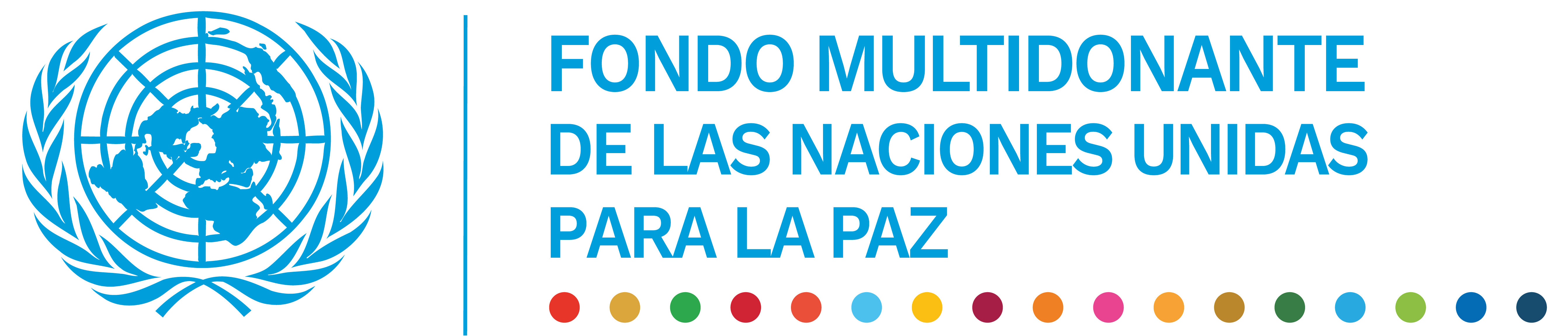

El Fondo Multidonante de las Naciones Unidas para el Sostenimiento de la Paz en Colombia (ahora Fondo Multidonante de las Naciones Unidas para la Paz en Colombia) es una entidad creada en el 2016 que financia proyectos que apoyan la implementación del Acuerdo de Paz. El Fondo está conformado por tres grupos: las Naciones Unidas, el Gobierno de Colombia, y los países donantes (Noruega, Reino Unido, Alemania, Canadá, Suecia, Suiza, España, Irlanda, Emiratos Árabes Unidos, Corea del Sur, Finlandia, Nueva Zelanda, Chile y Portugal). Este Fondo es de duración fija y está previsto a concluir su labor en el 2026.
De acuerdo con la página web del Fondo, su propósito es promover la construcción de paz y el desarrollo sostenible mediante la movilización, coordinación de financiación, y la cofinanciación de intervenciones estratégicas en materia de estabilización, reincorporación, víctimas y justicia transicional, y comunicación de la implementación del Acuerdo.
El Fondo nace en 2016, tras la firma del Acuerdo para la Terminación Definitiva del Conflicto entre el Gobierno de Colombia y las Farc-EP, de acuerdo al documento CONPES 3850 que presenta los lineamientos de la financiación para la implementación del Acuerdo, con el objetivo de apoyar la Estrategia de Respuesta Rápida (ERR) y la implementación temprana del Acuerdo Final.

## Contexto
Lograr una paz duradera depende de la sostenibilidad de la misma y de resolver las causas del conflicto, en particular en aquellas regiones más remotas de Colombia, donde históricamente hubo una presencia limitada o poco eficaz del Estado. En estas regiones, que han sufrido décadas de conflicto armado, la población civil sigue teniendo altas expectativas de un cambio en sus vidas a través de los beneficios tangibles de la paz. Es así como el Fondo, una innovadora apuesta para la implementación del Acuerdo Final; moviliza, coordina la financiación y cofinanciación para intervenciones catalíticas en apoyo a la implementación de la paz. 
Se entienden como catalíticas aquellas inversiones que apunten a llenar brechas de financiamiento estratégico, cuando no existan otros recursos disponibles, que desbloqueen o permitan procesos vitales para la consolidación de la paz, y/o recursos financieros que apoyen enfoques innovadores o de alto riesgo que otros socios no pueden apoyar. 
Los proyectos del Fondo se alinean tanto a las acciones gubernamentales para la construcción de paz, como a la prioridad de no ‘dejar a nadie atrás’ para el cumplimiento de los Objetivos de Desarrollo Sostenible (ODS). De ahí que el diseño de las intervenciones incluya los enfoques diferenciales etario, étnico, de género, acción sin daño y  sostenibilidad medioambiental.
A través de su trabajo se han implementado iniciativas innovadoras y catalíticas para la construcción de la paz en el país como la puesta en marcha del Sistema de Justicia Transicional, la reincorporación de excombatientes a través del desminado humanitario, los mecanismos de seguimiento al cumplimiento del Acuerdo y un mecanismo de finanzas mixtas para la reactivación  económica de los municipios PDET. 

## Sistema de gestión
El Fondo está gestionado por una secretaría técnica con el apoyo del Fondo Fiduciario de Asociados Múltiples (MPTF por sus siglas en inglés). Su Comité de dirección y Comité técnico colaboran con agencias de las Naciones Unidas, el Gobierno de Colombia y la sociedad civil para implementar sus objetivos y asignar la alocación de los recursos financieros.
El Fondo también ha establecido alianzas y ha trabajado con 14 Agencias ONU (PNUD, OIM, UNICEF, UNFPA, OPS/OMS, ONU Mujeres, UNODC, OACNUDH, FAO, UNMAS, UNOPS,  PMA, ACNUR y Misión de Verificación de la ONU en Colombia), 113 organizaciones de Sociedad Civil que implementan proyectos directamente y 429 que implementan indirectamente y se ha articulado con 24 entidades gubernamentales del Gobierno de Colombia.
El Fondo es un mecanismo trasparente que proporciona datos financieros en tiempo real generados directamente desde el sistema contable del Programa de Naciones Unidas para el Desarrollo. Por lo tanto, los socios y al público en general pueden hacer el seguimiento de las contribuciones, transferencias y gastos del Fondo, así como acceder a sus informes, reportes y documentos clave, directamente en la página web de la Oficina que administra los Fondos Multidonante de Naciones Unidas.

## Países contribuyentes

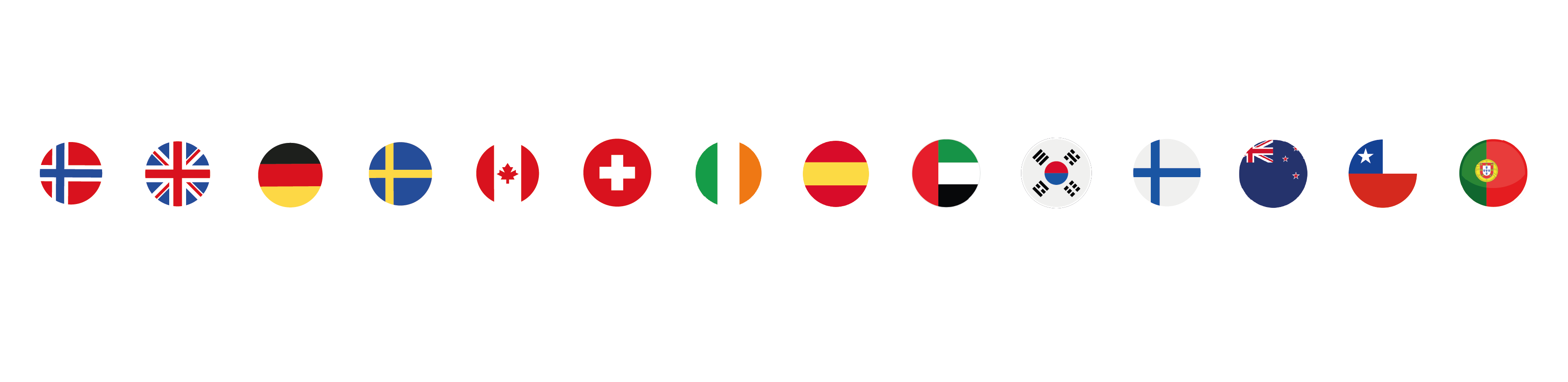

El Fondo funciona gracias a las contribuciones de los países donantes, que entre el año 2016 y el año 2023 han aportado un total de USD $ 236 millones para construir la paz en el Colombia. Este es el desagregado de contribuciones por país donante:
- Noruega: USD $ 59.612.180[9]
- Reino Unido: USD $ 41.643.566
- Alemania: USD $41.328.509

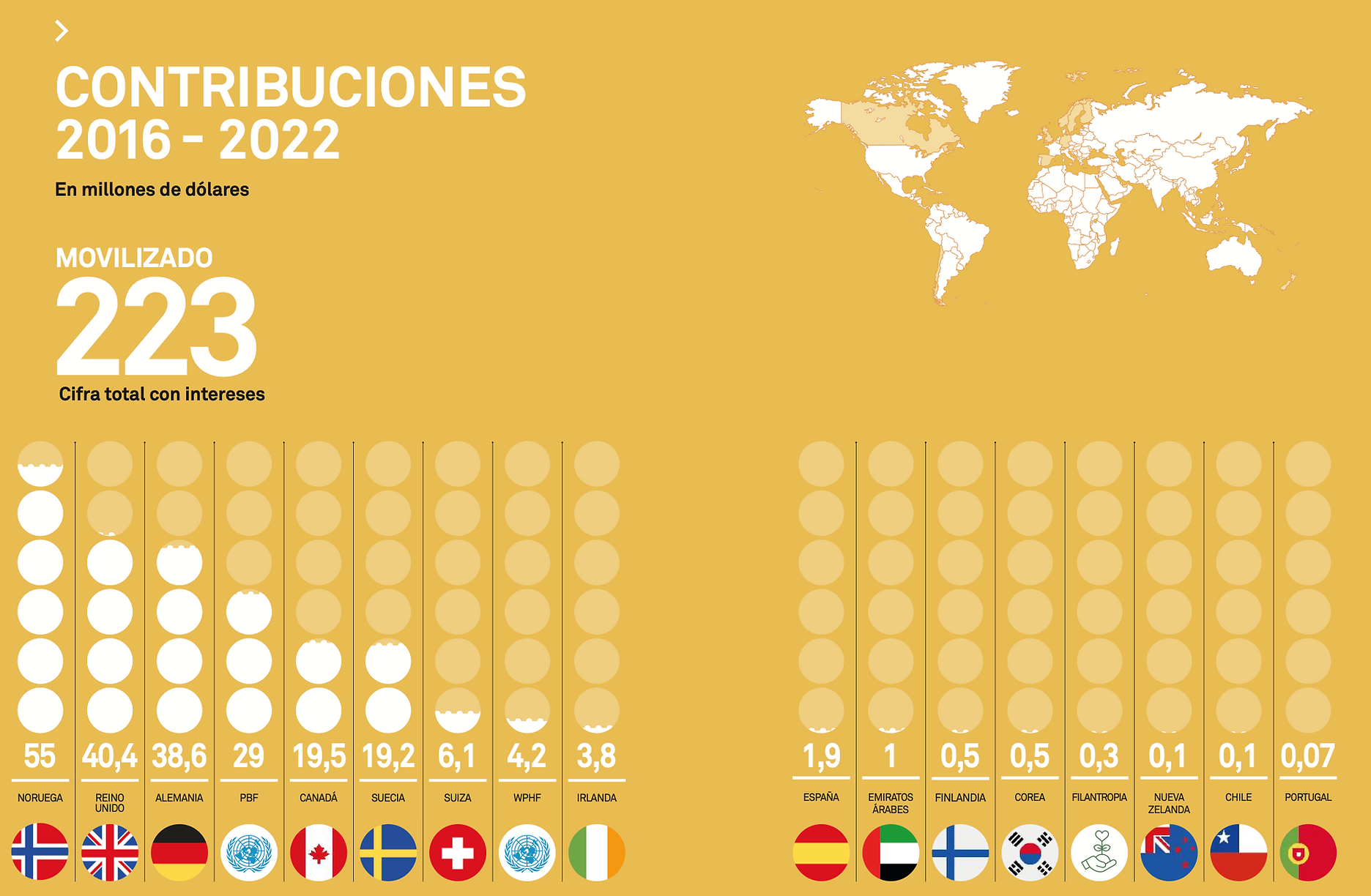
Contribución de países

- Fondo para la Construcción de la Paz de las Naciones Unidas: USD $28.987.734
- Suecia: USD $ 21.129.452
- Canadá: USD $ 20.817.052
- Suiza: USD $ 7.241.461
- Fondo WPH (Fondo para la Mujer, la Paz y la Acción Humanitaria): USD $ 4.250.000
- Irlanda: USD $ 4.176.393
- España: USD $ 1.500.000
- Emiratos Árabes: USD $1.000.000
- Corea del Sur: USD $500.000
- Agencia Catalana de Cooperación: USD $363.245
- Finlandia: USD $514.439
- Filantropía: USD $283.443
- Nueva Zelanda: USD $140.605
- Chile: USD $170.000
- Portugal: USD $ 72.120

En adición, el Fondo procura que en todos los proyectos exista una contraparte aporte recursos que aseguren la complementariedad y la sostenibilidad de la inversión. También se incentiva a las organizaciones implementadoras de los proyectos a buscar recursos de otras fuentes que amplíen el impacto e incluyan a más actores. Entre los años 2016 a 2022, el Fondo apalancó un total de USD $ 98 millones, y  recibió un total de USD $ 158 millones en contrapartidas.

## Trayectoria
Hasta el 2022, el Fondo ha movilizado recursos y financiado proyectos en 440 municipios, con énfasis en 170 municipios correspondientes al Programa del Desarrollo con Enfoque Territorial Programa del Desarrollo con Enfoque Territorial(PDET), considerados dentro de las zonas más afectadas por el conflicto armado interno de Colombia.
En el transcurso de sus cinco años de su operación, el Fondo ha beneficiado a más 1,9 millones de colombianos a través de la implementación de 200 proyectos en 440 de los municipios más afectados por la violencia. Inicialmente, en el año 2016, el Fondo apoyó iniciativas destinadas a generar confianza en las comunidades más afectadas por el conflicto e impulsó el establecimiento inicial de la institucionalidad necesaria para la implementación del Acuerdo de Paz. En el año 2017, el Fondo destinó recursos para contribuir a la reincorporación política, la reparación a las víctimas del conflicto armado, y apoyar procesos para la seguridad de las comunidades como el desminado humanitario y la implementación de los Sistemas Locales de Justicia.

## Fases de implementación
El Fondo nace en el 2016, como Fondo Multidonante de las Naciones Unidas para el Posconflicto (Fase 1). Desde el año 2016 hasta el 2018, el Fondo aumentó su cobertura territorial y temática, ampliando el trabajo colaborativo con agencias de la ONU, entidades gubernamentales y organizaciones de la sociedad civil. La ejecución de recursos se amplió, movilizando más de USD $109.9 millones y asignando USD $81.3 millones en 109 proyectos en 34 municipios pasando de 345 a 379.
A finales del año 2018, el Comité Directivo del Fondo aprobó una segunda fase con el objetivo de continuar con la implementación de proyectos para la construcción de paz, en cuatro ámbitos temáticos: Estabilización, Reincorporación, Víctimas y Justicia Transicional, y Comunicaciones, con un énfasis especial en los 170 municipios con Planes de Desarrollo con Enfoque Territorial (PDET). También se cambia el nombre a Fondo Multidonante de las Naciones Unidas para el Sostenimiento de la Paz. Con esta focalización territorial se aseguró que los recursos se invirtieran en el cierre de brechas de los municipios más afectados por el conflicto armado, apoyando así, esta estrategia gubernamental de planeación participativa que da cumplimiento a parte del Punto 1 del Acuerdo Final. 
En junio de 2023, los socios del Fondo anunciaron la aprobación de una tercera Fase, que irá hasta diciembre de 2026, con el fin de apoyar al Gobierno nacional en la aceleración de la implementación del Acuerdo de Paz firmado en 2016 con las antiguas FARC-EP y habilitar recursos para apoyar nuevas negociaciones adelantadas. El nombre del Fondo se cambia a Fondo Multidonante de las Naciones Unidas para la Paz en Colombia. 

## Ámbitos temáticos
- Desarrollo Humano Sostenible:[11] Las iniciativas apoyadas en el marco de este ámbito apuntan a cerrar brechas históricas, reducir la desigualdad y fortalecer la seguridad a través de la promoción de la justicia, la reactivación socioeconómica, la prevención del reclutamiento forzoso, el desarrollo de las capacidades institucionales en los territorios y la consolidación de las acciones contra minas antipersonal. El objetivo del ámbito es mejorar las condiciones de vida de las comunidades rurales, restaurando el tejido social y fortaleciendo la confianza entre el Estado, las organizaciones sociales, el sector privado y las comunidades.

El Fondo ha implementado 143 proyectos relacionados con este ámbito temático. El Fondo ha priorizado intervenciones integrales en los lugares más afectados por el conflicto, y formuladas en el marco de los PDET, que buscan las transformaciones territoriales en varios frentes, permitiendo la generación de oportunidades para las poblaciones que han sido más vulneradas. Estas inversiones del Fondo también apoyan la superación de las restricciones que enfrentan las cadenas de valor, dando mercado  a los productos que se generan y de esta manera contribuir al desarrollo económico y social de los territorios en los que operan. 
El Fondo consolidó un mecanismo de financiación mixta, enmarcado en este ámbito temático, que combina recursos de cooperación internacional y del sector privado para darle viabilidad a proyectos en zonas afectadas por el conflicto armado en las que el sector privado tendría alto riesgo en la inversión. El Fondo invirtió en 2018 USD $2.1 millones que hasta 2022 han apalancado USD $13 millones para financiar siete proyectos que incluyen cadenas de producción y comercialización, y líneas de crédito para pequeños productores agropecuarios. 
- Víctimas y Justicia Transicional:[11] se han implementado un total de 72 proyectos, que han colaborado con el Estado para garantizar los derechos de las víctimas a la verdad, la justicia, la reparación y la no repetición. Como eje fundamental de su operación, el Fondo ha apoyado la articulación institucional con mandatos específicos en materia de derechos humanos y ha fortalecido las capacidades de las víctimas, y de sus organizaciones para acceder al Sistema de Justicia Transicional.

Es así como se ha apoyado la reparación a 45 sujetos de reparación colectiva, más de 65.300 víctimas asistidas sicosocialmente, se han invertido $18.3 millones de dólares en la creación y puesta en marcha del Sistema Integral para la Paz, que han permitido también el fortalecimiento de la participación de más de 114.800 personas en los mecanismos de justicia transicional, el apoyo a la Comisión de la Verdad en la elaboración y entrega del informe final, la representación judicial de víctimas en los macrocasos de la JEP 01,03,04,05 y 07; y el apoyo de cuatro de los 23 planes regionales de búsqueda y la documentación y entrega a la Unidad de Búsqueda de Personas Desaparecidas de más de 1.800 casos de personas dadas por desaparecidas. 
- Reincorporación:[11] se han implementado un total de 29 proyectos, destinados a apoyar la política de reincorporación fueron apoyados 119 proyectos colectivos y 1238 individuales con una participación de más de 9.600 firmantes de paz; se promovieron 20 iniciativas de reconciliación en la que participaron 1.422 firmantes de paz con 5.278 personas más de las comunidades; y más de 9700 firmantes participan en planes y programas de reincorporación social apoyados por el Fondo.

- Comunicación:[11] se han implementado un total de 23 proyectos, en apoyo a las instancias estipuladas en el Acuerdo con el mandato de monitoreo y verificación de su implementación. Estas incluyen la Instancia Especial de Mujeres, la Instancia Especial de Pueblos Étnicos, la Secretaría Técnica de la CSIVI*, y el componente Comunes de la CSIVI. Se han realizado 36 informes comprensivos sobre el avance de la implementación e informes especializados en enfoque de género y étnico. También, se fortalecen 334 organizaciones sociales en los territorios, la mayoría de base en temas de comunicaciones. Proporcionando información basada en evidencia al Gobierno, la sociedad civil, la comunidad internacional y otros actores territoriales, el ámbito de comunicación prioriza espacios de diálogo multisectorial en los territorios para la generación de recomendaciones a los actores relacionados con la construcción de paz.

El Fondo ha procurado aumentar la participación de la sociedad civil en los proyectos que financia, consciente de que son las comunidades quienes deben definir y participar en la construcción de su visión de desarrollo, como clave para una paz sostenible. Con esto en mente, y dando respuesta a los retos que ha representado la situación de orden público para la participación de la sociedad civil en la construcción de paz y el ejercicio democrático, el Fondo ha pasado de apoyar a 40 organizaciones de la sociedad civil en 2018, a apoyar 113 en 2020 de manera directa. El Fondo apoya el trabajo en red de las organizaciones para asegurar la sostenibilidad de las intervenciones, y la inclusión de organizaciones de base y juntas de acción comunal, de ahí, que de manera indirecta se hayan beneficiado otras 429 organizaciones.